# Henk Zweerus

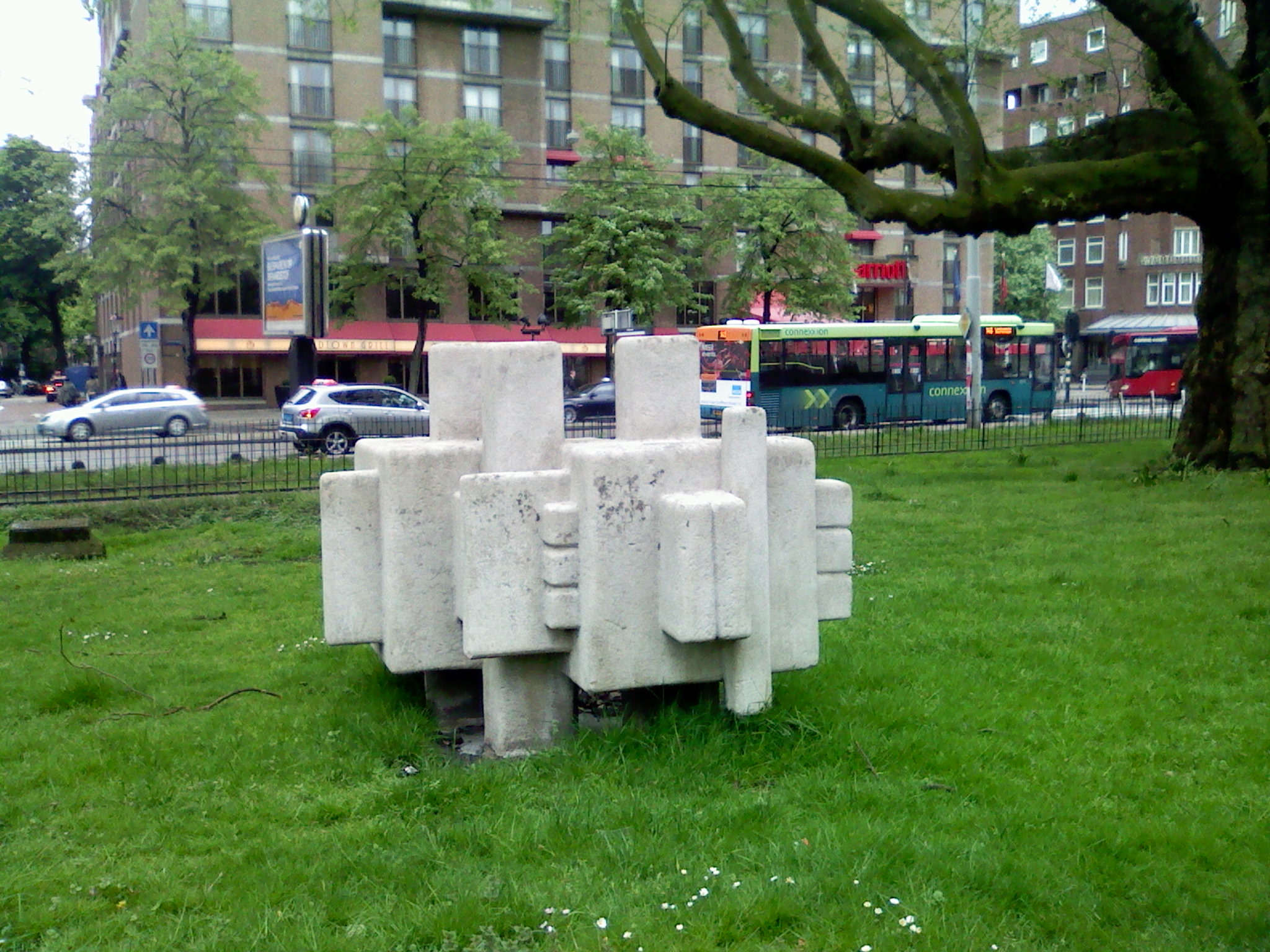
Horizontale compositie (2013), Amsterdam

Hendrik Johannes Martin (Henk) Zweerus (Bergen, 24 juli 1920 – Oosterbeek, 2005) was een Nederlands beeldhouwer, schilder, tekenaar en docent.

## Leven en werk
Zweerus studeerde in Amsterdam aan de Rijksacademie onder Jan Bronner (1939-1944). In 1948 trouwde hij met de kunstenares Hedwig Weber (1922–1987). Van 1950 tot 1955 was hij docent verbonden aan de kunstacademie in Enschede, waar hij les gaf aan onder anderen Jan Kip en Gerard van der Leeden. In Amsterdam zijn zichtbaar Straalcompositie (aan een gevel in Osdorp), Horizontale compositie (Leidsebosje) en Verticale compositie (Valeriusplein). In 1962 verhuisde het kunstenaarsechtpaar naar Delft, waar Zweerus Oswald Wenckebach opvolgde als lector vormstudie en driedimensionaal ontwerpen aan de Technische Hogeschool. Hij had op de faculteit een atelier en was tot 1982 aan de school verbonden. Het paar woonde te Bergen (1969-1978) en vestigde zich ten slotte in Oosterbeek.
Zweerus exposeerde meerdere malen en maakte diverse beelden. Een aantal daarvan is geplaatst in de beeldentuin van het Nijenhuis, onderdeel van het Museum de Fundatie. Zweerus' tekeningen zijn onder meer opgenomen in de collectie van het Rijksmuseum Amsterdam.
- Nederlandse Thesaurus van Auteursnamen: 215823052
- RKD-Nederlands Instituut voor Kunstgeschiedenis: 86753
- Système universitaire de documentation: 248975714
- Virtual International Authority File: 284445814
- WorldCat: E39PBJdxb7kDQ3RbdVyCFWwV4q